# Ботанический сад университета Турку
Ботанический сад университета Турку (фин. Turun yliopiston kasvitieteellinen puutarha) — ботанический сад университета Турку, расположенный в заповедной зоне острова Руиссало, в одноимённом районе города Турку.

## История
Ботанический сад университета Турку был основан в 1924 году и располагался первоначально в районе Исо-Хейккиля, а в 1956 году перемещён на новое место — в район Руиссало в одноимённом районе города Турку.
Основной задачей сада является оказание помощи в научно-исследовательской и преподавательской деятельности факультета биологии университета Турку. Одновременно сад открыт и для посетителей.
Площадь ботанического сада составляет 24 гектара, а коллекция растений насчитывает 5 000 видов растений различных климатических зон.
В год ботанический сад посещает около 43 тысяч посетителей из которых 18 тысяч — посетители оранжерей, построенных в 1998 году по проекту архитектора Ярмо Сааринена.
Научное руководство садом осуществляет профессор кафедры биологии университета Турку Пекка Ниемеля (фин. Pekka Niemelä).

## Управляющие
- Арно Касви (фин. Arno Kasvi)[3]
- Симо Лайне (фин. Simo Laine) c 1 октября 2009 года